# به‌رسمیت‌شناسی بین‌المللی فلسطین

فلسطین
کشورهایی که فلسطین را به رسمیت شناخته‌اند
کشورهایی که فلسطین را به رسمیت نشناخته‌اند

در حال حاضر، ۱۴۷ کشور از ۱۹۳ کشور عضو سازمان ملل، فلسطین را به عنوان یک کشور مستقل، به رسمیت می‌شناسند. از نوامبر ۲۰۱۲، این کشور، ناظر غیرعضو مجمع عمومی سازمان ملل بوده است.
پس از انتشار بیانیه استقلال فلسطین توسط اعضای سازمان آزادی‌بخش فلسطین در جلسه فوق‌العاده ۱۸ نوامبر ۱۹۸۸ در شهر الجزیره، پایتخت کشور الجزایر، تشکیل فلسطین اعلام شد. انتشار این بیانیه به سرعت از سوی طیف بزرگی از کشورها مورد استقبال قرار گرفت و تا پایان همان سال، ۷۸ کشور، فلسطین را به رسمیت شناختند. در فوریهٔ ۱۹۸۹، نماینده سازمان آزادی‌بخش فلسطین در شورای امنیت سازمان ملل متحد ادعا کرد که ۹۴ کشور، فلسطین را به رسمیت می‌شناسند. در پی بخشی از تلاش‌ها برای پایان دادن به درگیری فلسطین و اسرائیل و به دنبال امضای پیمان اسلو میان اسرائیل و سازمان آزادی‌بخش فلسطین، تشکیلات خودگردان فلسطین به عنوان یک دولت موقت و خودگردان در فلسطین آغاز به کار کرد. اسرائیل اعلام کرد که فلسطین را به‌عنوان یک دولت مستقل به رسمیت نمی‌شناسد و سرزمین‌های تحت سلطهٔ حکومت خودگردان را خود در اختیار خواهد داشت.
بسیاری از کشورهایی که فلسطین را به رسمیت نمی‌شناختند، سازمان آزادی‌بخش فلسطین را نمایندهٔ مردم فلسطین می‌دانستند. در ۲۹ نوامبر ۲۰۱۴ مجمع عمومی سازمان ملل متحد با ۱۳۸ رأی موافق و ۹ رأی مخالف و ۴۱ رأی ممتنع وضعیت فلسطین را به دولت ناظر غیرعضو تغییر داد.
اسرائیل و تعدادی از کشورها فلسطین را به رسمیت نشناخته و اعلام کردند که تأسیس فلسطین تنها از طریق گفت‌وگو و مذاکره بین اسرائیل و سازمان آزادی‌بخش فلسطین امکان‌پذیر است.
مسائل اصلی مانع از حصول توافق بین اسرائیل و فلسطین درحال حاضر عبارت‌اند از: مرزها، امنیت، حقوق آب، وضعیت اورشلیم، آزادی دسترسی عبادتگاه‌ها در اورشلیم، شهرک‌سازی‌های اسرائیل و وضعیت پناهندگان فلسطینی از جمله حق بازگشت به کشور خود است.

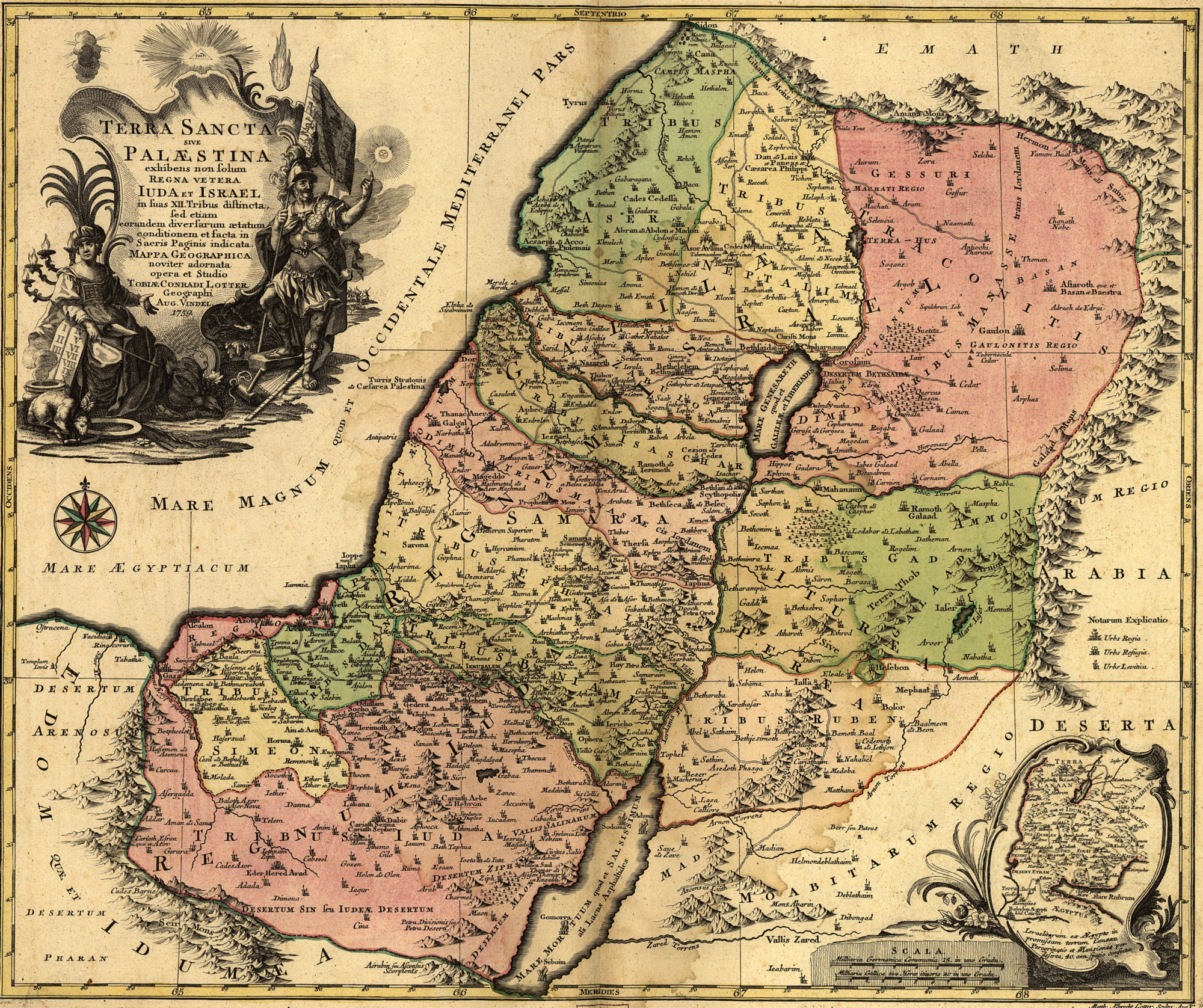
فلسطین در سال ۱۷۵۹

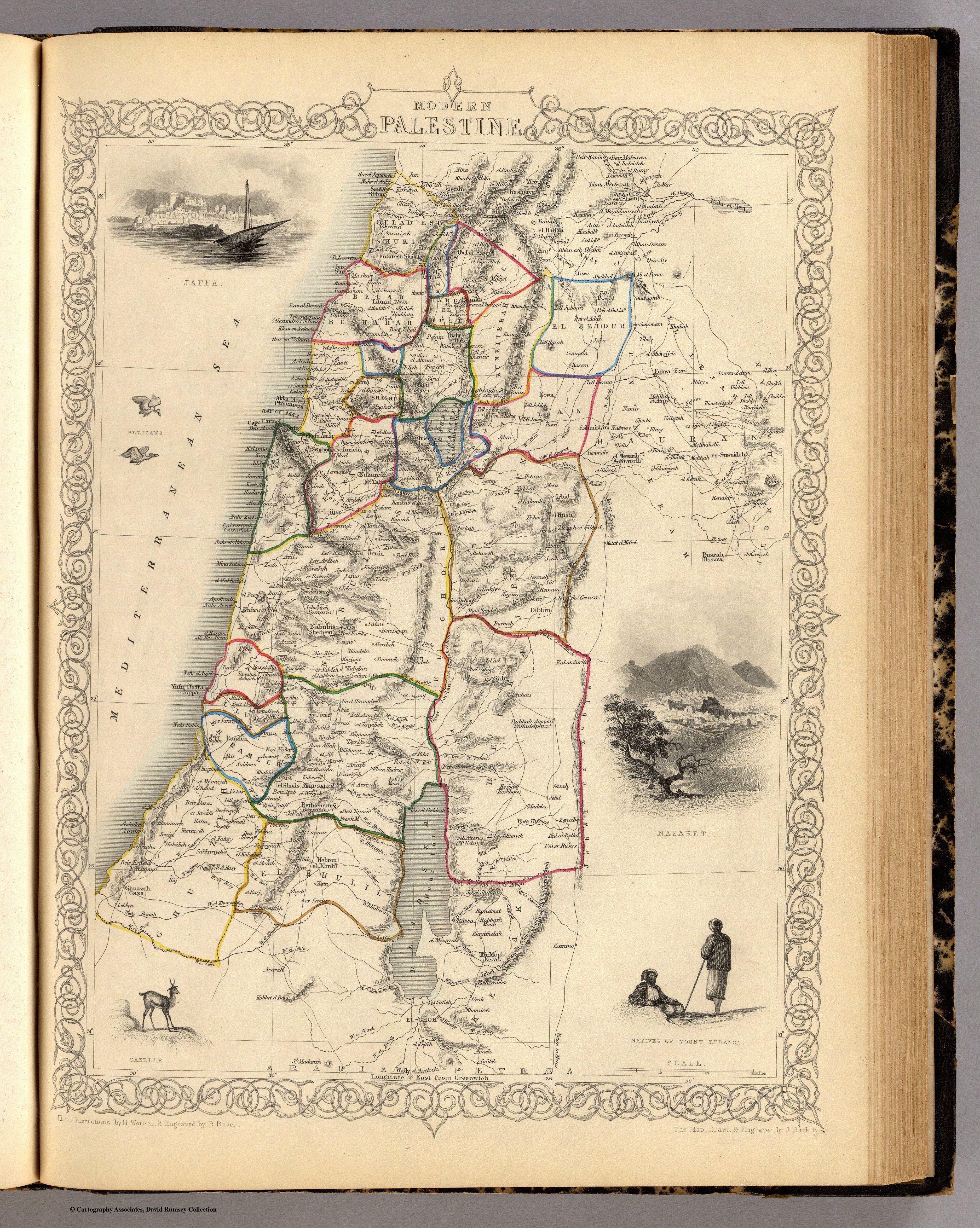
فلسطین سال ۱۸۵۱

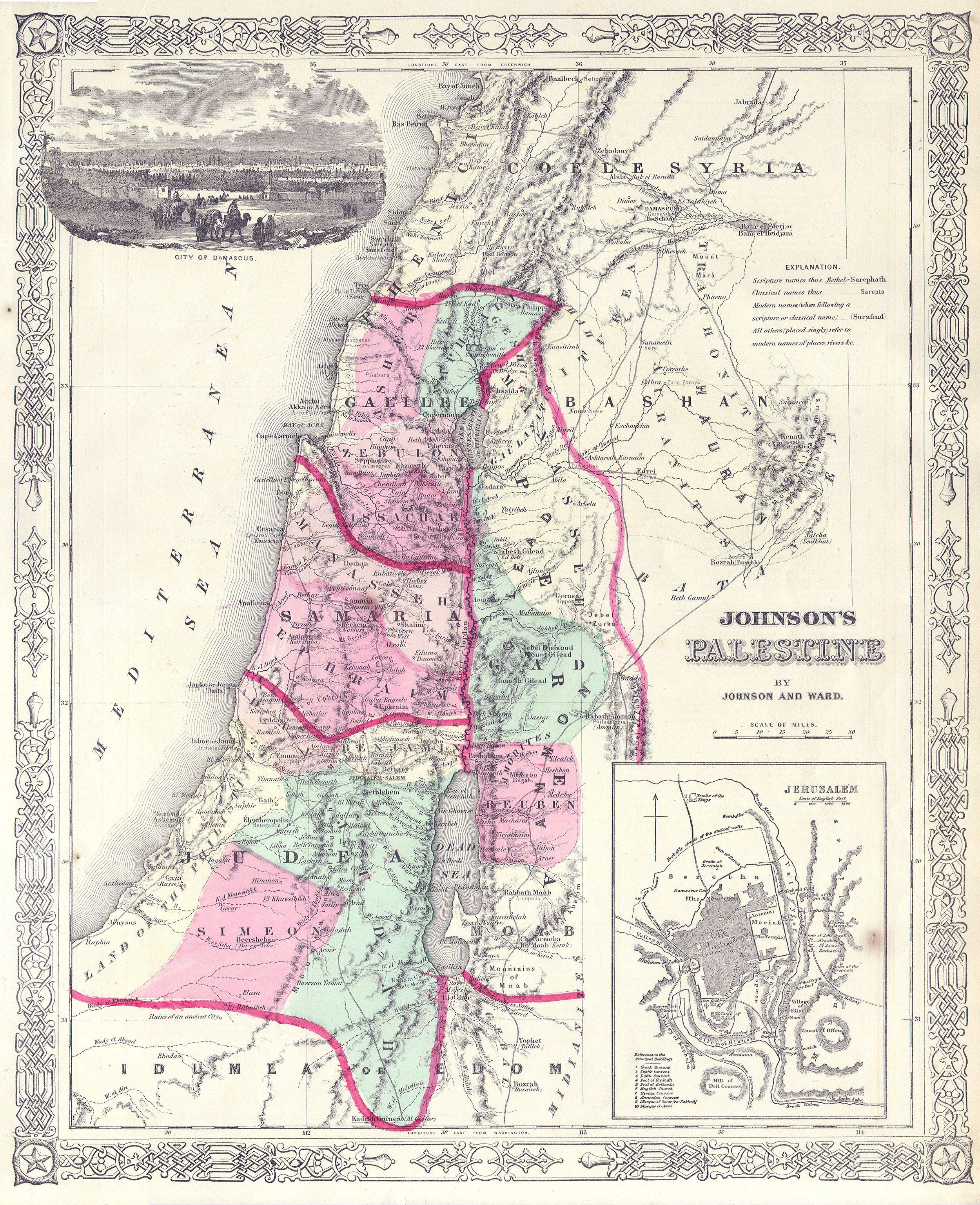
فلسطین سال ۱۸۶۴

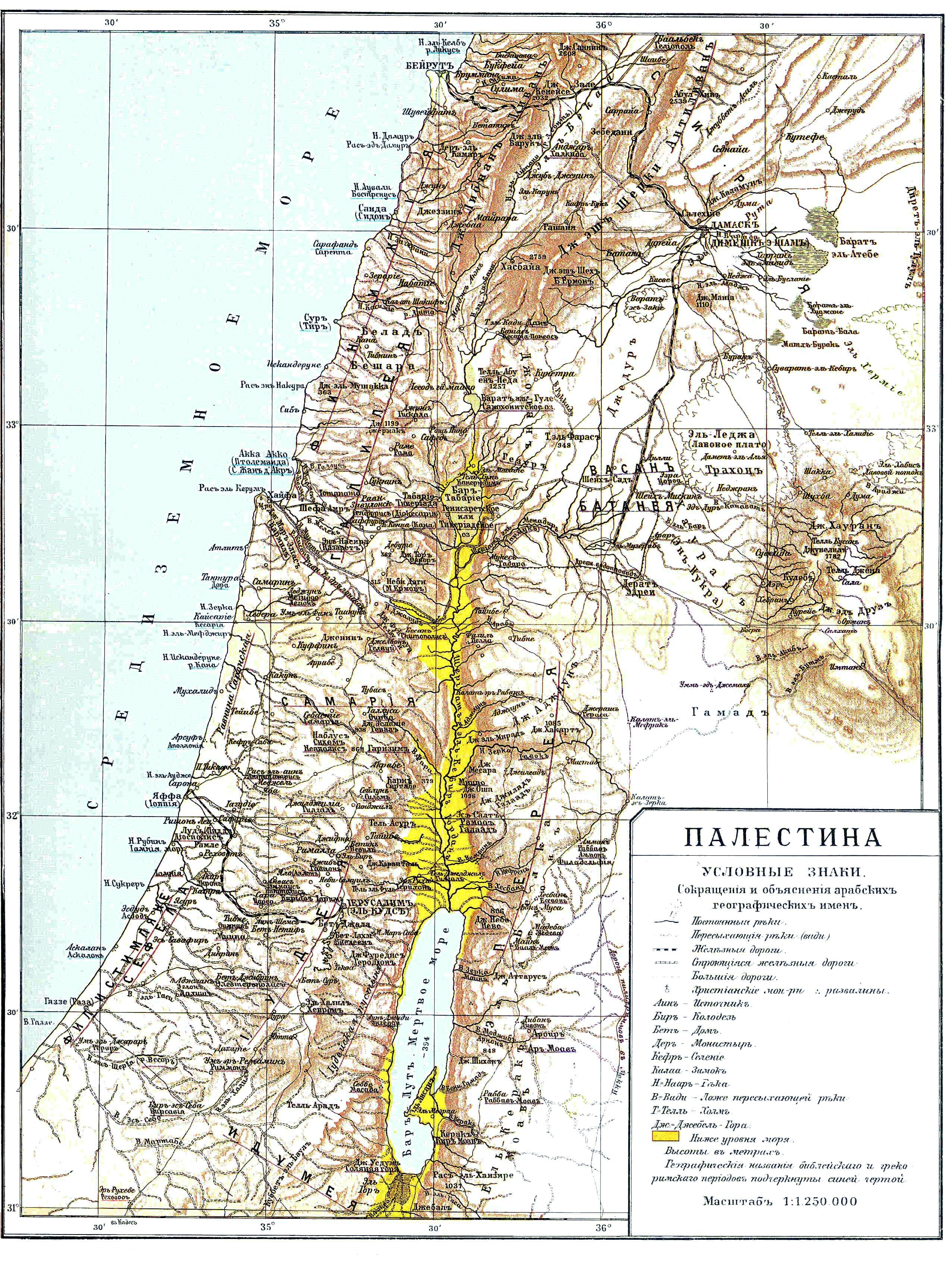
فلسطین سال ۱۹۰۰

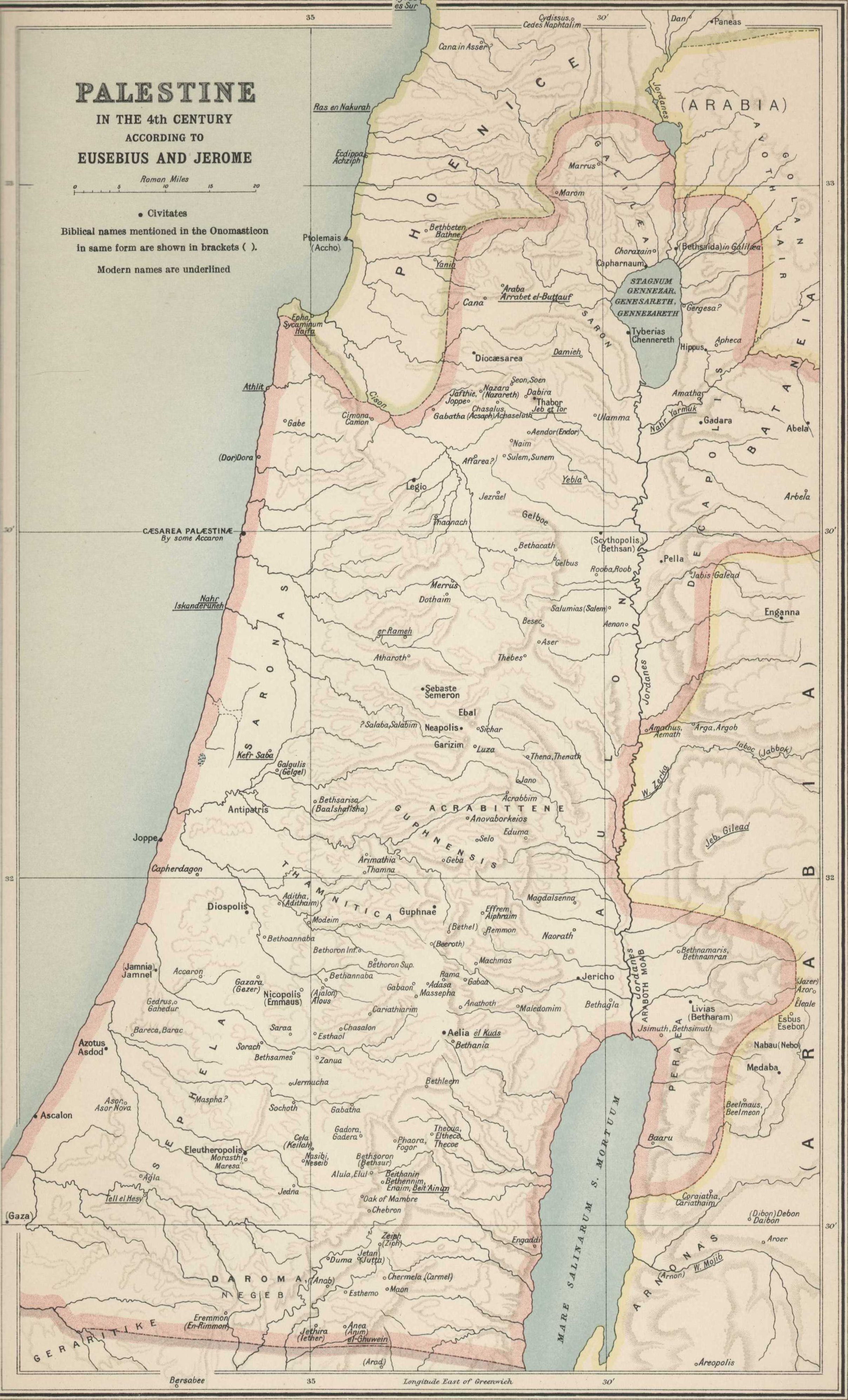
فلسطین سال ۱۹۱۵

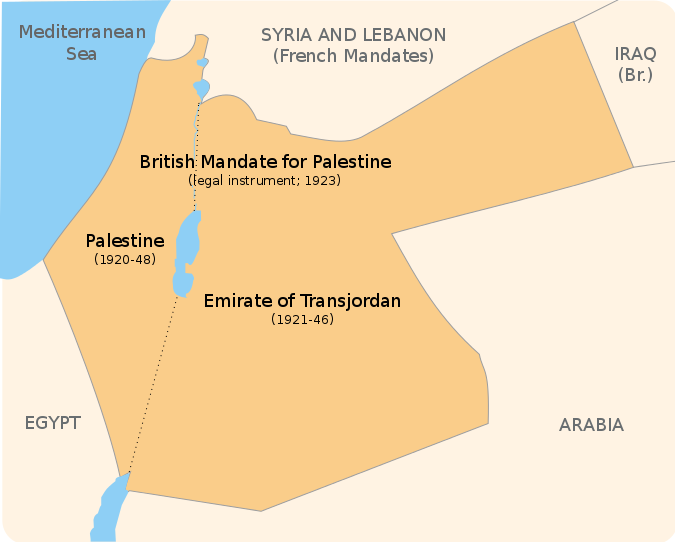
فلسطین سال ۱۹۲۰

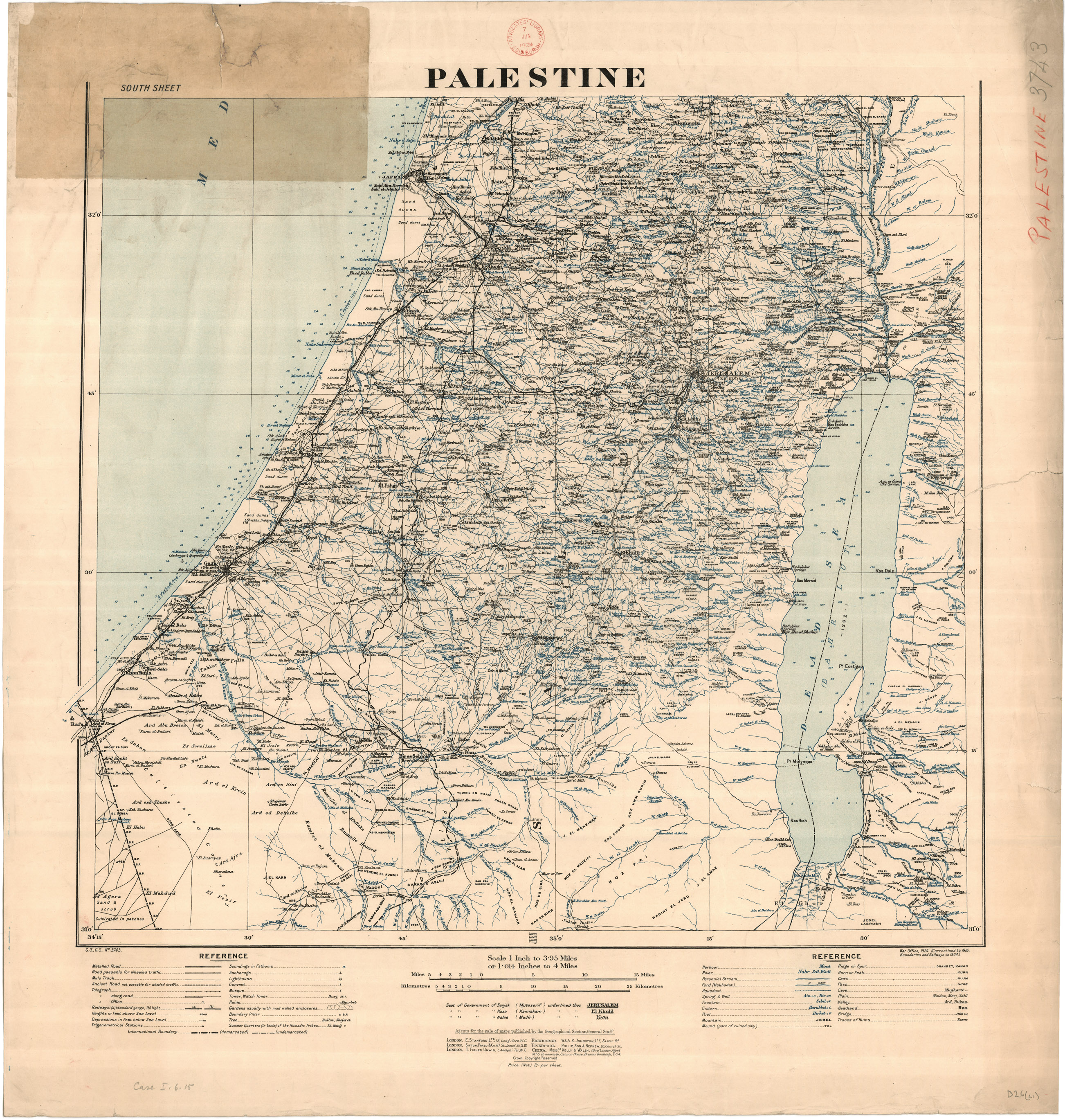
فلسطین سال ۱۹۲۴

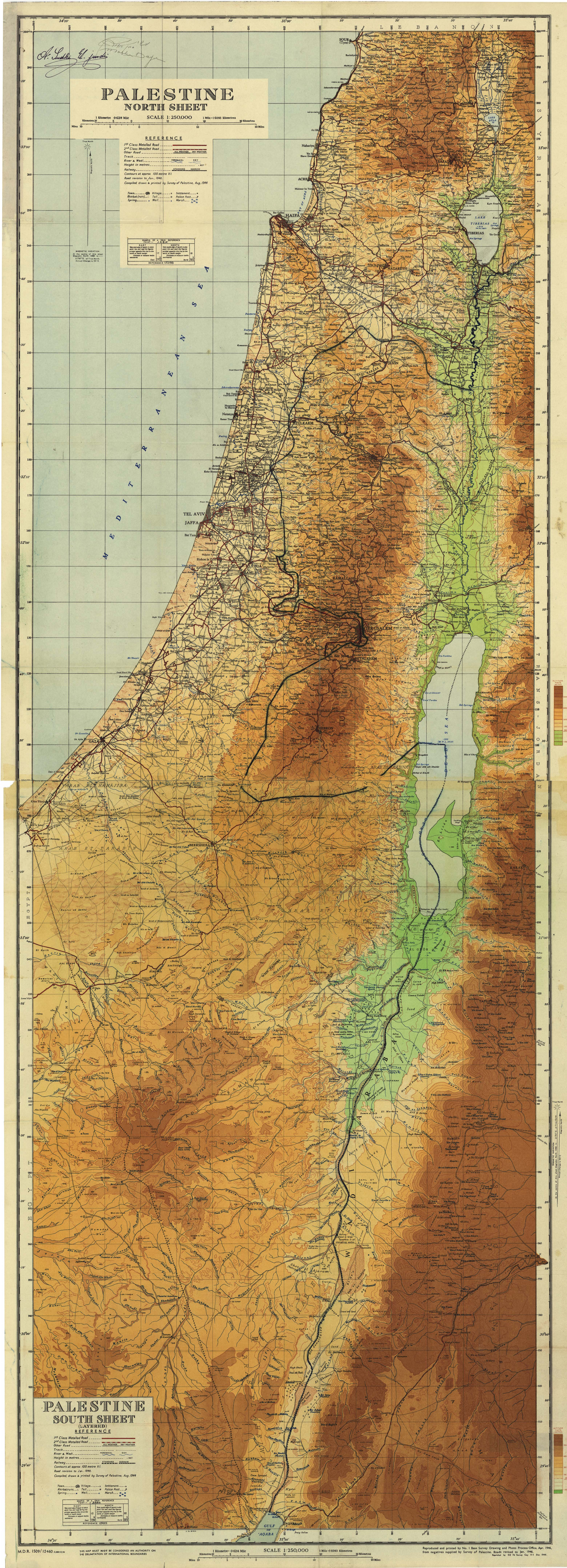
فلسطین سال ۱۹۴۶

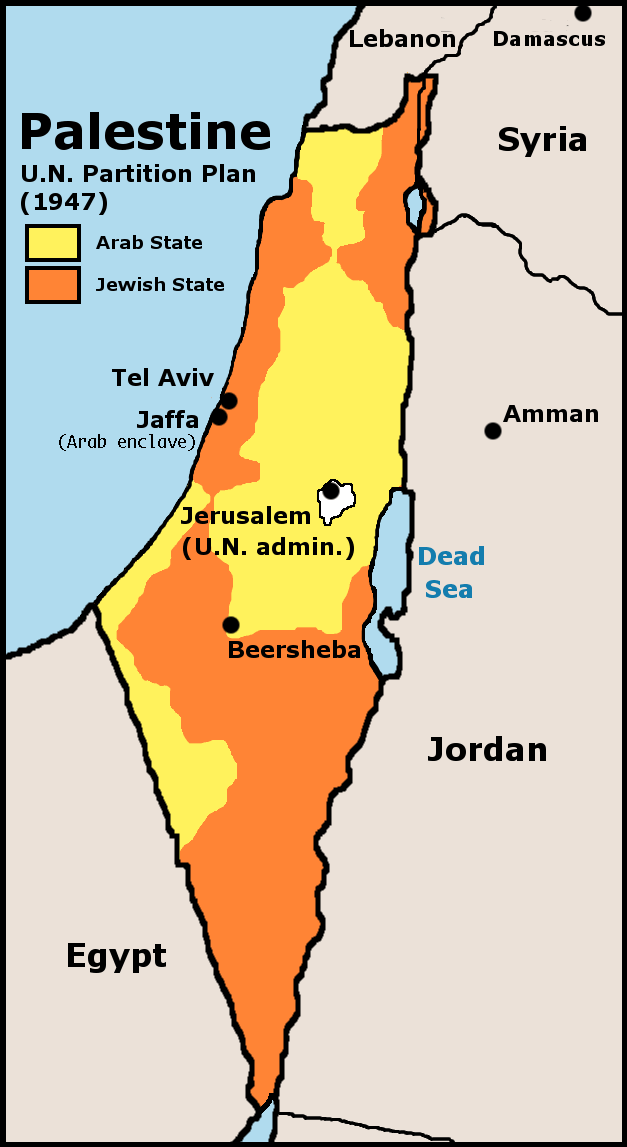
فلسطین سال ۱۹۴۷

## پیشینه
در ۲۲ نوامبر ۱۹۷۴، قطعنامه شماره ۳۲۳۶ مجمع عمومی سازمان ملل متحد، حق تعیین سرنوشت، استقلال و حاکمیت در فلسطین را برای فلسطینیان به رسمیت شمرد و همچنین سازمان آزادی‌بخش فلسطین را به‌عنوان تنها نمایندهٔ مردم آن کشور و عضو ناظر مجمع عمومی سازمان ملل متحد انتخاب کرد.
مدت کوتاهی پس از بیانیه سال ۱۹۸۸، فلسطین توسط بسیاری از کشورهای در حال توسعه در آفریقا و آسیا و همچنین کشورهای کمونیستی و اعضای جنبش عدم تعهد به رسمیت شناخته شد. در آن زمان ایالات متحده آمریکا با استفاده از قانون کمک‌های خارجی تلاش نمود که دیگر کشورها و سازمان‌های بین‌المللی را از به رسمیت شناختن فلسطین منصرف کند. اگرچه این اقدامات در بسیاری از موارد موفقیت‌آمیز بود، اما اتحادیه عرب و سازمان همکاری اسلامی بلافاصله با انتشار بیانیه‌هایی ضمن به‌رسمیت شناختن فلسطین، با هدف حمایت و همبستگی با این کشور، فلسطین را به عضویت هر دو سازمان پذیرفتند.
در فوریه ۱۹۸۹ و در نشست شورای امنیت سازمان ملل متحد، نماینده سازمان آزادی‌بخش فلسطین اعلام کرد ۹۴ کشور، فلسطین را به رسمیت شناخته‌اند. با این اقدام، فلسطین تلاش کرد عضویت چند سازمان تخصصی سازمان ملل متحد را به دست آورد که در نهایت آمریکا با تهدیدهایی مبنی بر قطع بودجه سازمان‌هایی که فلسطین را به عضویت بپذیرند، مانع از به‌ثمر نشستن تلاش‌های فلسطین شد. برای نمونه در آوریل همان سال و پس از آنکه ایالات متحده آمریکا تهدید کرد اگر عضویت فلسطین در سازمان بهداشت جهانی پذیرفته شود، بودجه سازمان بهداشت جهانی را قطع خواهد کرد، درخواست عضویت فلسطین در آن سازمان پذیرفته نشد.
در ژوئن ۱۹۸۹ سازمان آزادی‌بخش فلسطین طی نامه‌ای به دولت سوئیس به عنوان متولی کنوانسیون ژنو سال ۱۹۴۹، عضویت در آن کنوانسیون را درخواست کرد ولی دولت سوئیس پاسخ داد به‌دلیل آنکه استقلال فلسطین در مجامع جهانی هنوز به‌رسمیت شناخته نشده است، نمی‌تواند این درخواست را بپذیرد. با توجه به آنکه جامعهٔ جهانی دربارهٔ وجود یا نبود یک کشور فلسطینی تردید دارد، تا زمانی که این مسئله در چارچوب مناسبی حل نشود، دولت سوئیس به‌عنوان متولی کنوانسیون ژنو و پروتکل‌های الحاقی آن، نمی‌تواند تشخیص دهد که این ارتباطات می‌تواند سند مناسبی برای افزودن فلسطین به کنوانسیون و پروتکل‌های الحاقی آن باشد یا خیر.
در نتیجه، در ماه نوامبر ۱۹۸۹ اتحادیه کشورهای عربی، قطعنامه‌ای را به مجمع عمومی سازمان ملل پیشنهاد داد که براساس آن سازمان آزادی‌بخش فلسطین به‌طور رسمی به‌عنوان دولت مستقل فلسطین به‌رسمیت شناخته شود.
پس از آنکه ایالات متحده مجدداً کشورهایی را که بخواهند به این قطعنامه رأی مثبت دهند به قطع کمک‌های مالی تهدید کرد، پیش‌نویس این قطعنامه کنار گذاشته شد. کشورهای عربی در مقابل تعهد آمریکا بر عدم تکرار تهدید به تحریم سایر کشورها، پذیرفتند بر تصویب این قطعنامه پافشاری نکنند.
بسیاری از به رسمیت شناختن‌های اولیه، مبهم و دوپهلو بود. علاوه بر آن، تردید سایر کشورها در به رسمیت نشناختن، الزاماً بدین معنا نبود که آن‌ها فلسطین را معتبر نمی‌دانند. این موضوع منجر به ایجاد سردرگمی دربارهٔ تعداد کشورهایی شد که در ۱۹۸۸ همزمان با اعلام استقلال، فلسطین را به رسمیت شناختند. دربارهٔ شمار کشورهایی که درگذشته اعلام کرده بودند فلسطین را به رسمیت می‌شناسند، اختلاف وجود داشت، با این حال نام ۱۳۰ کشور در میان کشورهایی که درابتدا فلسطین را به رسمیت شناختند دائماً دیده می‌شود. در ژوئیه ۲۰۱۱، ریاض منصور، سفیر فلسطین در سازمان ملل متحد، در مصاحبه با روزنامه اسرائیلی هاآرتص ادعا کرد که ۱۲۲ کشور، فلسطین را به رسمیت می‌شناسند. در پایان همان ماه ساف مقاله‌ای دربارهٔ «چرایی لزوم به رسمیت شناخته شدن فلسطین از سوی دیگر دولت‌ها» منتشر کرد و در آن مقاله فهرست ۱۲۲ کشوری را اعلام کرد که فلسطین را به رسمیت شناخته‌اند! در پایان سپتامبر همان سال، ریاض منصور ادعا کرد، تعداد این کشورها به ۱۳۹ کشور رسیده است.

## موضع اسرائیل
در فاصلهٔ میان جنگ شش‌روزه و پیمان اسلو، دولت اسرائیل پیشنهاد تأسیس یک دولت فلسطینی را ارائه کرد. حتی پس از تأسیس دولت مستقل فلسطین در ۱۹۹۴، بسیاری از جریان‌های سیاسی اسرائیل با پیشنهاد تشکیل این دولت مخالفت کردند. بنیامین نتانیاهو در طول دورهٔ نخست‌وزیری خود تا آن‌جا پیش رفت که دو نخست‌وزیر سابق، یعنی اسحاق رابین و شیمون پرز را به نزدیک کردن آنچه او خطر تأسیس فلسطین می‌نامید، متهم کرد. نتانیاهو اعلام کرد هدف اصلی سیاست‌های دولت او ممانعت از تبدیل حکومت فلسطین به دولت مستقل فلسطینی است. سیاست‌های دولت نتانیاهو پس از مدتی تغییر کرد و او تحت فشار باراک اوباما در سخنرانی ۴ ژوئن ۲۰۰۹ اعلام کرد که ایدهٔ تأسیس یک دولت خلع سلاح شدهٔ فلسطینی در سرزمینی محدود را تأیید می‌کند. این موضع‌گیری نتانیاهو به دلیل عدم وجود تضمین‌هایی برای بازپس دادن سرزمین‌های فلسطینی در آینده، مورد انتقادهایی واقع‌شد.
در دسامبر ۲۰۰۱ آریل شارون، اولین نخست‌وزیری بود که تشکیل فلسطین را تنها راه‌حل پایان دادن به نزاع اسرائیل و فلسطین دانست و تحقق بخشیدن به این کار را یکی از اهداف دولت خود برشمرد. دولت ایهود اولمرت نیز با تکرار این موضوع بر آن صحه گذاشت، ولی با روی کار آمدن دولت نتانیاهو، بار دیگر اعلام شد که تشکیل فلسطین خطری برای اسرائیل به‌شمار می‌آید.
اسرائیل به‌طور کلی ایدهٔ تأسیس دولتی فلسطینی را پذیرفته است، اما از پذیرش مرزهای سال ۱۹۶۷ به عنوان یکی از شروط مذاکرات نهایی به‌دلیل نگرانی‌های امنیتی خودداری کرده است. کارشناسان نظامی اسرائیل استدلال کرده‌اند که مرزهای سال ۱۹۶۷ از منظر استراتژیک غیرقابل دفاع هستند. اسرائیل همچنین مخالف مطرح شدن موضوع استقلال فلسطین در مجمع عمومی سازمان ملل است و معتقد است که طبق پیمان اسلو هر گونه فعالیت یک‌جانبه در این موضوع امری نکوهیده و اشتباه است.

## فلسطین در سازمان ملل
در ۱۴ اکتبر ۱۹۷۴ سازمان آزادی‌بخش فلسطین به عنوان نمایندهٔ مردم فلسطین، از سوی مجمع عمومی سازمان ملل متحد به‌رسمیت شناخته شد و حق حضور و شرکت در جلسات عمومی آن مجمع که دربارهٔ فلسطین برگزار می‌شود را به دست آورد.
در ۲۲ نوامبر ۱۹۷۴، وضعیت عضویت ساف (سازمان آزادی‌بخش فلسطین) به «ناظر غیر دولت» تغییر کرد و این سازمان اجازه یافت در همهٔ جلسات مجمع عمومی و دیگر فعالیت‌های سازمان ملل متحد شرکت کند.
در ۱۵ دسامبر ۱۹۸۸ و بر اساس قطعنامهٔ ۴۳/۱۷۷ مجمع عمومی سازمان ملل، بیانیه استقلال فلسطین به رسمیت شناخته شده و در سازمان ملل نام فلسطین جایگزین نام سازمان آزادی‌بخش فلسطین شد.
در ۲۳ سپتامبر ۲۰۱۳، محمود عباس، رئیس تشکیلات خودگردان فلسطین، به نمایندگی از سازمان آزادی‌بخش فلسطین، درخواست عضویت دائم و رسمی این کشور را به سازمان ملل متحد تقدیم کرد. در ۲۹ نوامبر ۲۰۱۲ و طی قطعنامه شمارهٔ ۶۷/۱۹، فلسطین به عنوان «کشور ناظر غیر عضو» در آن مجمع پذیرفته شد و در ۱۷ دسامبر همان سال «یوکیول یون» مدیر پروتکل‌های سازمان ملل مقرر کرد که استفاده از نام فلسطین در تمامی اسناد رسمی سازمان ملل الزامی است.

### درخواست عضویت در سازمان ملل در ۲۰۱۱
دو سال پس از به بن‌بست رسیدن مذاکرات صلح میان فلسطین و اسرائیل، فلسطینی‌ها تلاش‌های دیپلماتیک خود را برای به‌رسمیت شناخته شدن دولت خود با مرکزیت بیت‌المقدس شرقی و با مرزهای پیش از جنگ شش‌روزه دوباره آغاز کردند. تلاش‌های فلسطینی‌ها از اواخر ۲۰۰۹ آغاز شد و پس از آنکه محمود عباس درخواست عضویت فلسطین را به سازمان ملل تقدیم کرد، با استقبال گسترده مواجه شد. این به‌رسمیت شناخته شدن گسترده می‌تواند حق اقامه دعوا در محاکم بین‌المللی علیه سایر دولت‌ها را برای فلسطین ایجاد کند.

## به رسمیت شناختن‌های دیپلماتیک

### اعضای سازمان ملل متحد
در حال حاضر، ۱۴۷ تا از ۱۹۳ کشور عضو سازمان ملل متحد، فلسطین را به رسمیت شناخته‌اند.
کشورهایی که با علامت (*) مشخص شده‌اند، فلسطین را در چهارچوب مرزهای قبل از جنگ شش‌روزه در ۴ ژوئن ۱۹۶۷ و در محدودهٔ کرانه باختری، نوار غزه و بیت‌المقدس شرقی به رسمیت می‌شناسند.
| #   | نام                    | تاریخ به رسمیت شناختن                          | روابط دیپلماتیک | عضویت، اطلاعات بیشتر |
| --- | ---------------------- | ---------------------------------------------- | --------------- | --- |
| ۱   | الجزایر                | ۱۵ نوامبر ۱۹۸۸                                 | بله             | اتحادیه کشورهای عرب OIC; Algeria–Palestine relations |
| ۲   | بحرین                  | ۱۵ نوامبر ۱۹۸۸                                 | بله             | اتحادیه کشورهای عرب OIC |
| ۳   | عراق                   | ۱۵ نوامبر ۱۹۸۸                                 | بله             | اتحادیه کشورهای عرب OIC; روابط عراق و فلسطین |
| ۴   | کویت                   | ۱۵ نوامبر ۱۹۸۸                                 | بله             | اتحادیه کشورهای عرب OIC |
| ۵   | لیبی                   | ۱۵ نوامبر ۱۹۸۸                                 | بله             | اتحادیه کشورهای عرب OIC |
| ۶   | مالزی                  | ۱۵ نوامبر ۱۹۸۸                                 | بله             | OIC; روابط فلسطین و مالزی |
| ۷   | موریتانی               | ۱۵ نوامبر ۱۹۸۸                                 | بله             | اتحادیه کشورهای عرب OIC |
| ۸   | مراکش                  | ۱۵ نوامبر ۱۹۸۸                                 | بله             | اتحادیه کشورهای عرب OIC |
| ۹   | سومالی                 | ۱۵ نوامبر ۱۹۸۸                                 | بله             | اتحادیه کشورهای عرب OIC |
| ۱۰  | تونس                   | ۱۵ نوامبر ۱۹۸۸                                 | بله             | اتحادیه کشورهای عرب OIC |
| ۱۱  | ترکیه                  | ۱۵ نوامبر ۱۹۸۸                                 | بله             | OIC; Palestine–Turkey relations |
| ۱۲  | یمن                    | ۱۵ نوامبر ۱۹۸۸                                 | بله             | اتحادیه کشورهای عرب OIC اطلاعات بیشتر Recognition extended by both یمن جنوبی and the جمهوری عربی یمن، prior to Yemeni unification. In a joint letter to the دبیرکل سازمان ملل متحد sent just prior to unification, the Ministers of Foreign affairs of North and South Yemen stated that "All treaties and agreements concluded between either the Yemen Arab Republic or the People's Democratic Republic of Yemen and other States and international organizations in accordance with international law which are in force on 22 مه 1990 will remain in effect, and international relations existing on ۲۲ مه 1990 between the People's Democratic Republic of Yemen and the Yemen Arab Republic and other States will continue." |
| ۱۳  | افغانستان              | ۱۶ نوامبر ۱۹۸۸                                 | بله             | OIC |
| ۱۴  | بنگلادش                | ۱۶ نوامبر ۱۹۸۸                                 | بله             | OIC |
| ۱۵  | کوبا                   | ۱۶ نوامبر ۱۹۸۸                                 | بله             | — |
| ۱۶  | اندونزی                | ۱۶ نوامبر ۱۹۸۸                                 | بله             | OIC; Indonesia–Palestine relations |
| ۱۷  | اردن                   | ۱۶ نوامبر ۱۹۸۸                                 | بله             | اتحادیه کشورهای عرب OIC |
| ۱۸  | ماداگاسکار             | ۱۶ نوامبر ۱۹۸۸                                 | خیر             | — |
| ۱۹  | مالت                   | ۱۶ نوامبر ۱۹۸۸                                 | بله             | EU |
| ۲۰  | نیکاراگوئه             | ۱۶ نوامبر ۱۹۸۸                                 | بله             | — |
| ۲۱  | پاکستان                | ۱۶ نوامبر ۱۹۸۸                                 | بله             | OIC; Pakistan–Palestine relations |
| ۲۲  | قطر                    | ۱۶ نوامبر ۱۹۸۸                                 | بله             | اتحادیه کشورهای عرب OIC |
| ۲۳  | عربستان سعودی          | ۱۶ نوامبر ۱۹۸۸                                 | بله             | اتحادیه کشورهای عرب OIC |
| ۲۴  | امارات متحده عربی      | ۱۶ نوامبر ۱۹۸۸                                 | بله             | اتحادیه کشورهای عرب OIC; Palestine–United Arab Emirates relations |
| ۲۵  | صربستان                | ۱۶ نوامبر ۱۹۸۸                                 | بله             | —, Palestine–Serbia relations اطلاعات بیشتر Recognition extended by the جمهوری فدرال سوسیالیستی یوگسلاوی (SFRY). Although the UN did not recognise the صربستان و مونته‌نگرو (later renamed صربستان و مونته‌نگرو، itself to be succeeded by صربستان in 2006) as its successor, it claims to be such and pledges to adhere to all ratifications, signatures and recognitions conducted by SFRY. |
| ۲۶  | زامبیا                 | ۱۶ نوامبر ۱۹۸۸                                 | بله             | — |
| ۲۷  | آلبانی                 | ۱۷ نوامبر ۱۹۸۸                                 | بله             | OIC; Albania–Palestine relations |
| ۲۸  | برونئی                 | ۱۷ نوامبر ۱۹۸۸                                 | بله             | OIC |
| ۲۹  | جیبوتی                 | ۱۷ نوامبر ۱۹۸۸                                 | بله             | اتحادیه کشورهای عرب OIC |
| ۳۰  | موریس                  | ۱۷ نوامبر ۱۹۸۸                                 | بله             | — |
| ۳۱  | سودان                  | ۱۷ نوامبر ۱۹۸۸                                 | بله             | اتحادیه کشورهای عرب OIC |
| ۳۲  | قبرس                   | ۱۸ نوامبر ۱۹۸۸*                                | بله             | EU اطلاعات بیشتر In January 2011, the Cypriot government reaffirmed its recognition of the Palestinian state in 1988, and added that it would not recognise any changes to the pre-1967 borders. |
| ۳۳  | جمهوری چک              | ۱۸ نوامبر ۱۹۸۸                                 | بله             | EU; Czech Republic currently de facto does not recognise the existence of the State of Palestine. اطلاعات بیشتر Recognition extended by چکسلواکی. Following تجزیه چکسلواکی، both the Czech Republic and Slovakia retained ties. |
| ۳۴  | اسلواکی                | ۱۸ نوامبر ۱۹۸۸                                 | بله             | EU اطلاعات بیشتر Recognition extended by چکسلواکی. Following تجزیه چکسلواکی، both the Czech Republic and Slovakia retained ties. |
| ۳۵  | مصر                    | ۱۸ نوامبر ۱۹۸۸                                 | بله             | اتحادیه کشورهای عرب OIC; Egypt–Palestine relations |
| ۳۶  | گامبیا                 | ۱۸ نوامبر ۱۹۸۸                                 | بله             | OIC |
| ۳۷  | هند                    | ۱۸ نوامبر ۱۹۸۸                                 | بله             | روابط فلسطین و هند |
| ۳۸  | نیجریه                 | ۱۸ نوامبر ۱۹۸۸                                 | بله             | OIC |
| ۳۹  | روسیه                  | ۱۸ نوامبر ۱۹۸۸                                 | بله             | UNSC (permanent); Palestine–Russia relations اطلاعات بیشتر Recognition extended as the Soviet Union. President دمیتری مدودف reconfirmed the position in January 2011. |
| ۴۰  | سیشل                   | ۱۸ نوامبر ۱۹۸۸                                 | بله             | — |
| ۴۱  | سری‌لانکا               | ۱۸ نوامبر ۱۹۸۸                                 | بله             | — |
| ۴۲  | بلاروس                 | ۱۹ نوامبر ۱۹۸۸                                 | بله             | — اطلاعات بیشتر Recognition extended as the جمهوری سوسیالیستی بلاروس شوروی. Belarus is the legal successor of the Belarus SSR and in the قانون اساسی بلاروس it states, "Laws, decrees and other acts which were applied in the territory of the Republic of Belarus prior to the entry into force of the present Constitution shall apply in the particular parts thereof that are not contrary to the Constitution of the Republic of Belarus." |
| ۴۳  | گینه                   | ۱۹ نوامبر ۱۹۸۸                                 | بله             | OIC |
| ۴۴  | نامیبیا                | ۱۹ نوامبر ۱۹۸۸                                 | بله             | — اطلاعات بیشتر Namibia was established by the South West Africa People's Organization (SWAPO), which recognised the State of Palestine during its time as a UN observer entity. |
| ۴۵  | اوکراین                | ۱۹ نوامبر ۱۹۸۸                                 | بله             | — اطلاعات بیشتر Recognition extended as the جمهوری سوسیالیستی شوروی اوکراین، of which Ukraine is the legal successor. The modern republic continues all "rights and duties pursuant to international agreements of Union SSR which do not contradict the قانون اساسی اوکراین and interests of the Republic". |
| ۴۶  | ویتنام                 | ۱۹ نوامبر ۱۹۸۸                                 | بله             | —, Palestine–Vietnam relations |
| ۴۷  | چین                    | ۲۰ نوامبر ۱۹۸۸                                 | بله             | UNSC (permanent); China–Palestine relations |
| ۴۸  | بورکینافاسو            | ۲۱ نوامبر ۱۹۸۸                                 | بله             | OIC; Burkina Faso-Palestine relations |
| ۴۹  | کومور                  | ۲۱ نوامبر ۱۹۸۸                                 | بله             | اتحادیه کشورهای عرب OIC |
| ۵۰  | گینه بیسائو            | ۲۱ نوامبر ۱۹۸۸                                 | بله             | OIC |
| ۵۱  | مالی                   | ۲۱ نوامبر ۱۹۸۸                                 | بله             | OIC |
| ۵۲  | کامبوج                 | ۲۱ نوامبر ۱۹۸۸                                 | بله             | — اطلاعات بیشتر Recognition extended by the جمهوری خلق کمپوچیا، the predecessor to modern Cambodia. Its civil-war rival, کمپوچیای دمکراتیک، announced its recognition three days prior. |
| ۵۳  | مغولستان               | ۲۲ نوامبر ۱۹۸۸                                 | بله             | — |
| ۵۴  | سنگال                  | ۲۲ نوامبر ۱۹۸۸                                 | بله             | OIC |
| ۵۵  | مجارستان               | ۲۳ نوامبر ۱۹۸۸                                 | بله             | EU |
| ۵۶  | کیپ ورد                | ۲۴ نوامبر ۱۹۸۸                                 | خیر             | — |
| ۵۷  | کره شمالی              | ۲۴ نوامبر ۱۹۸۸                                 | بله             | —, North Korea–Palestine relations |
| ۵۸  | نیجر                   | ۲۴ نوامبر ۱۹۸۸                                 | بله             | OIC |
| ۵۹  | رومانی                 | ۲۴ نوامبر ۱۹۸۸                                 | بله             | EU; Palestine–Romania relations |
| ۶۰  | تانزانیا               | ۲۴ نوامبر ۱۹۸۸                                 | بله             | — |
| ۶۱  | بلغارستان              | ۲۵ نوامبر ۱۹۸۸                                 | بله             | EU |
| ۶۲  | مالدیو                 | ۲۸ نوامبر ۱۹۸۸                                 | بله             | OIC |
| ۶۳  | غنا                    | ۲۹ نوامبر ۱۹۸۸                                 | بله             | — |
| ۶۴  | توگو                   | ۲۹ نوامبر ۱۹۸۸                                 | خیر             | OIC |
| ۶۵  | زیمبابوه               | ۲۹ نوامبر ۱۹۸۸                                 | بله             | — |
| ۶۶  | چاد                    | ۱ دسامبر 1988                                  | بله             | OIC |
| ۶۷  | لائوس                  | ۲ دسامبر 1988                                  | بله             | — |
| ۶۸  | سیرالئون               | ۳ دسامبر 1988                                  | خیر             | OIC |
| ۶۹  | اوگاندا                | ۳ دسامبر 1988                                  | بله             | OIC |
| ۷۰  | جمهوری کنگو            | ۵ دسامبر 1988                                  | بله             | — |
| ۷۱  | آنگولا                 | ۶ دسامبر 1988                                  | بله             | — |
| ۷۲  | موزامبیک               | ۸ دسامبر 1988                                  | بله             | OIC |
| ۷۳  | سائوتومه و پرنسیپ      | ۱۰ دسامبر 1988                                 | خیر             | — |
| ۷۴  | جمهوری دموکراتیک کنگو  | ۱۰ دسامبر ۱۹۸۸                                 | خیر             | — |
| ۷۵  | گابن                   | ۱۲ دسامبر 1988                                 | بله             | OIC |
| ۷۶  | عمان                   | ۱۳ دسامبر 1988                                 | بله             | اتحادیه کشورهای عرب OIC |
| ۷۷  | لهستان                 | ۱۴ دسامبر 1988                                 | بله             | EU |
| ۷۸  | بوتسوانا               | ۱۹ دسامبر 1988                                 | خیر             | — |
| ۷۹  | نپال                   | ۱۹ دسامبر 1988                                 | خیر             | — |
| ۸۰  | بوروندی                | ۲۲ دسامبر 1988                                 | خیر             | — |
| ۸۱  | جمهوری آفریقای مرکزی   | ۲۳ دسامبر 1988                                 | خیر             | — |
| ۸۲  | بوتان (کشور)           | ۲۵ دسامبر 1988                                 | خیر             | — |
| ۸۳  | رواندا                 | 2 January 1989                                 | خیر             | — |
| ۸۴  | اتیوپی                 | 4 February 1989                                | بله             | — |
| ۸۵  | ایران                  | 4 February 1989                                | بله             | OIC; روابط ایران و فلسطین |
| ۸۶  | بنین                   | مه 1989 or before                              | بله             | OIC |
| ۸۷  | گینه استوایی           | مه 1989 or before                              | خیر             | — |
| ۸۸  | کنیا                   | مه 1989 or before                              | بله             | — |
| ۸۹  | وانواتو                | 21 August 1989                                 | بله             | — |
| ۹۰  | فیلیپین                | September 1989                                 | بله             | — |
| ۹۱  | اسواتینی               | July 1991 or before                            | بله             | — |
| ۹۲  | قزاقستان               | 6 April 1992                                   | بله             | OIC |
| ۹۳  | جمهوری آذربایجان       | 15 April 1992                                  | بله             | OIC |
| ۹۴  | ترکمنستان              | 17 April 1992                                  | بله             | OIC |
| ۹۵  | گرجستان                | 25 April 1992                                  | بله             | — |
| ۹۶  | بوسنی و هرزگوین        | ۲۷ مه 1992                                     | بله             | |
| ۹۷  | تاجیکستان              | 2 April 1994                                   | بله             | OIC |
| ۹۸  | ازبکستان               | 25 September 1994                              | بله             | OIC |
| ۹۹  | پاپوآ گینه نو          | 4 October 1994                                 | بله             | — |
| ۱۰۰ | آفریقای جنوبی          | ۱۵ فوریه ۱۹۹۵                                  | بله             | Palestine–South Africa relations |
| ۱۰۱ | قرقیزستان              | نوامبر ۱۹۹۵                                    | بله             | OIC |
| ۱۰۲ | مالاوی                 | 23 October 1998*                               | بله             | — |
| ۱۰۳ | تیمور شرقی             | 1 March 2004                                   | بله             | — |
| ۱۰۴ | پاراگوئه               | 25 March 2005*                                 | بله             | — اطلاعات بیشتر On 28 January 2011, Paraguay's Ministry of Foreign Affairs issued a written reaffirmation of its government's recognition of the State of Palestine. The statement noted that the establishment of diplomatic relations between the two governments in 2005 had implied mutual recognition. |
| ۱۰۵ | مونته‌نگرو              | 24 July 2006                                   | بله             | — |
| ۱۰۶ | کاستاریکا              | 5 February 2008                                | بله             | — |
| ۱۰۷ | لبنان                  | ۳۰ نوامبر ۲۰۰۸                                 | بله             | اتحادیه کشورهای عرب OIC اطلاعات بیشتر Date given is that of first official recognition. In Palestine's application to UNESCO in مه 1989, Lebanon was listed as having recognised the State of Palestine, but without a date. The list was submitted without objection from Lebanon, but later sources have shown that official recognition was not accorded until 2008. At that time, the Lebanese cabinet approved the establishment of full diplomatic relations with the State of Palestine, but did not set a date for when this was to occur. On 11 August 2011, the cabinet agreed to implement its earlier decision and Abbas formally inaugurated his government's embassy in Beirut on 16 August.                          |
| ۱۰۸ | ساحل عاج               | ۲۰۰۸ or before                                 | بله             | OIC |
| ۱۰۹ | ونزوئلا                | 27 April 2009                                  | بله             | —, Palestine–Venezuela relations |
| ۱۱۰ | جمهوری دومینیکن        | 14 July 2009                                   | بله             | — |
| ۱۱۱ | برزیل                  | ۱ دسامبر ۲۰۱۰*                                 | بله             | Brazil–Palestine relations |
| ۱۱۲ | آرژانتین               | ۶ دسامبر ۲۰۱۰*                                 | بله             | — |
| ۱۱۳ | بولیوی                 | ۱۷ دسامبر ۲۰۱۰*                                | خیر             | — |
| ۱۱۴ | اکوادور                | ۲۴ دسامبر ۲۰۱۰*                                | بله             | — |
| ۱۱۵ | شیلی                   | 7 January 2011                                 | بله             | — |
| ۱۱۶ | گویان                  | 13 January 2011*                               | بله             | OIC |
| ۱۱۷ | پرو                    | 24 January 2011                                | بله             | — |
| ۱۱۸ | سورینام                | 1 February 2011*                               | خیر             | OIC |
| ۱۱۹ | اروگوئه                | 15 March 2011                                  | بله             | — |
| ۱۲۰ | لسوتو                  | 6 June 2011*                                   | خیر             | — |
| ۱۲۱ | سوریه                  | 18 July 2011*                                  | بله             | اتحادیه کشورهای عرب OIC |
| ۱۲۲ | لیبریا                 | July 2011 or before                            | خیر             | — |
| ۱۲۳ | السالوادور             | 25 August 2011                                 | بله             | — |
| ۱۲۴ | هندوراس                | 26 August 2011*                                | بله             | — Honduras-Palestine relations |
| ۱۲۵ | سنت وینسنت و گرنادین‌ها | 29 August 2011*                                | خیر             | — |
| ۱۲۶ | بلیز                   | 9 September 2011*                              | بله             | — |
| ۱۲۷ | دومینیکا               | style="text-align:center;"\| 19 September 2011 | خیر             | [ ۱۴۳ ] |
| ۱۲۸ | سودان جنوبی            | 21 September 2011 or afterwards                | خیر             | — |
| ۱۲۹ | آنتیگوآ و باربودا      | 22 September 2011*                             | خیر             | — |
| ۱۳۰ | گرنادا                 | 25 September 2011                              | بله             | — |
| ۱۳۱ | ایسلند                 | ۱۵ دسامبر ۲۰۱۱*                                | بله             | Iceland–Palestine relations |
| ۱۳۲ | تایلند                 | 18 January 2012*                               | بله             | — |
| ۱۳۳ | گواتمالا               | 9 April 2013                                   | خیر             | — |
| ۱۳۴ | هائیتی                 | 27 September 2013                              | بله             | — |
| ۱۳۵ | نروژ                   | ۲۸ مه 2024                                     | بله             | — |
| ۱۳۶ | جمهوری ایرلند          | ۲۸ مه 2024                                     | بله             | — |
| ۱۳۷ | اسپانیا                | ۲۸ مه 2024                                     | بله             | — |
| ۱۳۸ | سوئد                   | 30 October 2014                                | بله             | EU |

اعضای غیر عضو سازمان ملل متحد
| #   | Name                       | Date of recognition | Diplomatic relations | Relevant membership, اطلاعات بیشتر |
| --- | -------------------------- | ------------------- | -------------------- | ---------------------------------- |
| ۱۳۶ | جمهوری دموکراتیک عربی صحرا | ۱۵ نوامبر ۱۹۸۸      | خیر                  | AU                                 |

|  | دولت‌هایی که با فلسطین روابط دیپلماتیک برقرار کرده‌اند. |

1. 1 2  Either with the Palestinian National Authority, the Palestine Liberation Organization, or the State of Palestine. The institution is specified where known.